# نایگل هیچین
نایگل هیچین (انگلیسی: Nigel Hitchin؛ زادهٔ ۲ اوت ۱۹۴۶) یک دانشمند در زمینه هندسه دیفرانسیل اهل بریتانیا است.